# فينسبيري بارك (منطقة)

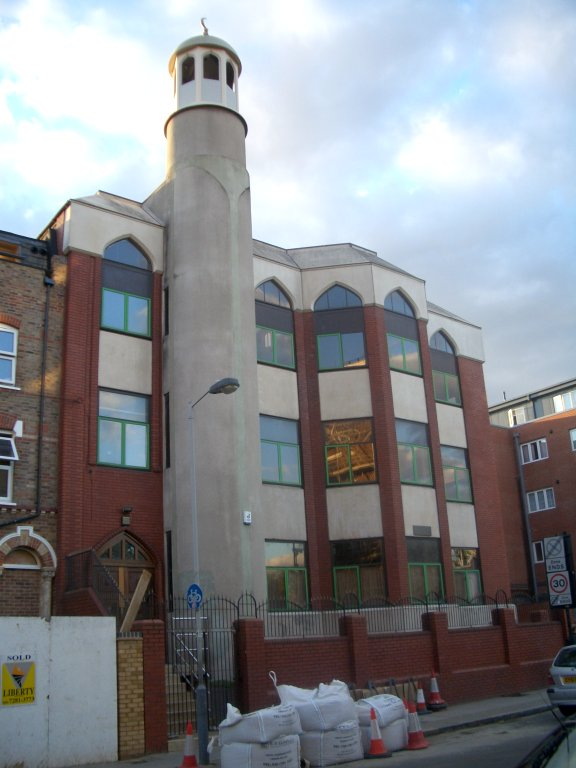
مسجد فينسبيري بارك

فينسبيرس بارك (بالإنجليزية: Finsbury Park) هي منطقة في شمال لندن وهي جزء من بلدة هارينجي، إنجلترا، والتي نشأت حول تقاطع رئيسي للسكك الحديدية عند تقاطع أحياء لندن في إزلنغتون و هارينجي و هولوواي.
لا ينبغي الخلط مع فينسبيري سيركس و فينسبيري سكوار.

## تاريخ
لسنوات عديدة، اشتهر حي فينسبري بارك بارتفاع معدلات الجريمة وكونه منطقة فقيرًة للغاية، وهو ما لم يعد ذا صلة. في إعادة تحول كاملة، فهي في طريقها لتصبح منطقة ممتعة للغاية للعيش فيها، ولا سيما بسبب موقعها الجغرافي العملي والسريع، وذلك بفضل خط بيكاديللي و خط فيكتوريا.
مع واحدة من أكبر المتنزهات في لندن، حديقة فينسبيري بارك والكثير من الحانات والمطاعم، أصبحت هذه المنطقة أكثر وأكثر شعبية.

## الجزائر الصغيرة
بسبب الوجود التاريخي للشتات الجزائري في منطقة فينسبري بارك، غالبًا ما يُطلق على المنطقة اسم little Algiers «الجزائر الصغيرة»، من الممكن أن تجد متاجر متخصصة في استيراد المنتجات من الجزائر وكذلك المتاجر المحلية والمطاعم التي تقدم المطبخ الجزائري.

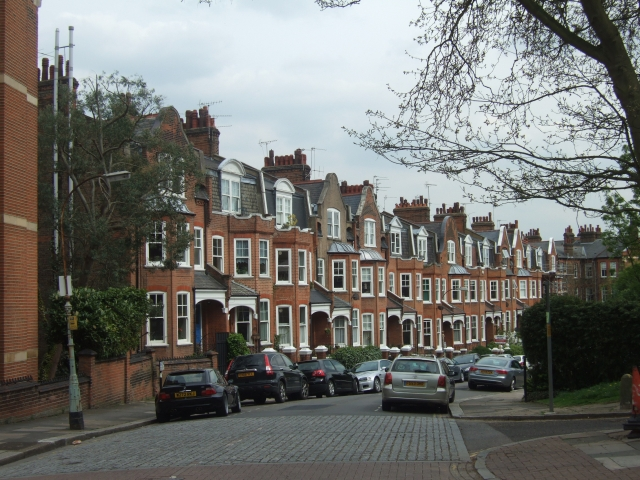

مسجد فينسبري بارك هو رمز قوي للجالية الجزائرية في لندن. يقع المركز الوطني الجزائري أيضًا في المنطقة.